# Pseudolithoxus tigris
Pseudolithoxus tigris är en fiskart som först beskrevs av Jonathan W. Armbruster och Anthony J. Provenzano, Jr. 2000.  Pseudolithoxus tigris ingår i släktet Pseudolithoxus och familjen Loricariidae. Inga underarter finns listade i Catalogue of Life.